# Brad Renfro
Brad Barron Renfro (Knoxville, 25 luglio 1982 – Los Angeles, 15 gennaio 2008) è stato un attore statunitense.
Debuttò come attore bambino nel 1994 nel ruolo del protagonista del film Il cliente. Durante la sua carriera ha recitato in 21 film, vari cortometraggi e un episodio televisivo. Tuttavia problemi di alcolismo e di tossicodipendenza ebbero un'influenza negativa durante l'ultima parte della sua carriera professionale. Morì a causa di un'overdose di eroina all'età di 25 anni.

## Biografia

### Giovinezza e carriera
Brad Renfro nacque a Knoxville nel Tennessee, figlio di Angela e Mark Renfro, che lavorava in una fabbrica: Angela e Mark si separarono quando Brad era adolescente. Dall'età di cinque anni fu allevato dalla nonna paterna, Joanne Barron Renfro, segretaria di una chiesa.
Renfro venne scoperto da Mali Finn, un casting director di Joel Schumacher, quando aveva dieci anni. La sua unica precedente esperienza come attore era il personaggio di un rivenditore in una produzione scolastica all'interno di una campagna antidroga. Selezionato da Finn per Il cliente di Schumacher, recitò accanto ad attori come Susan Sarandon e Tommy Lee Jones. Basata sul bestseller di John Grisham, la pellicola divenne uno dei film più redditizi del 1994. Nel 1995, Renfro vinse il premio "Young Star" del The Hollywood Reporter e fu nominato come uno dei "Migliori attori sotto i trent'anni" dalla rivista People. Quell'anno interpretò Huckleberry "Huck" Finn nel film Le avventure di Tom Sawyer e Huck Finn con Jonathan Taylor Thomas.
Nel 1996, fu selezionato per il film Sleepers, basato sul romanzo di Lorenzo Carcaterra, diretto da Barry Levinson e interpretato anche da Robert De Niro, Kevin Bacon, Dustin Hoffman, Jason Patric e Brad Pitt.
Nel 1998, recitò contrapposto a Ian McKellen in L'allievo, diretto da Bryan Singer. Quello stesso anno interpretò Leon S. Kennedy nello spot giapponese di Resident Evil 2. Renfro successivamente recitò anche in altre pellicole come Ghost World del 2001, American Girl (in cui interpretava un adolescente gay) e Bully del 2002, nonché The Jacket del 2005. È apparso anche in un episodio di Law & Order: Criminal Intent e terminò di girare il film The Informers - Vite oltre il limite, insieme a Winona Ryder e Billy Bob Thornton. Renfro era cugino del cantante dei 10 Years Jesse Hasek e partecipò alla prima versione del video Wasteland realizzato dal gruppo.

### Arresto e riabilitazione
Nel dicembre 2005 fu arrestato a Los Angeles durante una retata antidroga sotto copertura e venne incriminato per possesso di eroina. Una fotografia che lo mostrava in manette divenne la prima pagina del Los Angeles Times. Renfro confessò di aver fatto uso di eroina e metadone. Al processo si dichiarò colpevole delle accuse e fu condannato a tre anni di reclusione. Nel 2006 passò dieci giorni in prigione per guida sotto effetto di stupefacenti e possesso di eroina. Nel giugno del 2007 fu scoperto che Renfro, contrariamente agli accordi presi in conseguenza alle condanne, non si era iscritto a un programma di trattamento a lungo termine per le droghe e fu obbligato a seguirne uno.

### Morte
Renfro fu trovato morto il 15 gennaio 2008 nel suo appartamento di Los Angeles.
L'8 febbraio 2008 l'ufficio medico legale della Contea di Los Angeles ha stabilito che la morte di Renfro è stata accidentale, da attribuire a un'intossicazione acuta da eroina o morfina.
Il suo corpo fu restituito a East Tennessee, a nord di Knoxville, dove fu seppellito il 22 gennaio 2008 al Red House Cemetery, nella piccola comunità di Blaine. Renfro ebbe un figlio: si chiama Yamato Renfro, è nato nel 2003 e vive in Giappone con la madre.

## Filmografia

### Cinema
- Il cliente (The Client), regia di Joel Schumacher (1994)
- Amici per sempre (The Cure), regia di Peter Horton (1995)
- Le avventure di Tom Sawyer e Huck Finn (Tom and Huck), regia di Peter Hewitt (1995)
- Sleepers, regia di Barry Levinson (1996)
- Telling Lies in America - Un mito da infrangere (Telling Lies in America), regia di Guy Ferland (1997)
- L'allievo (Apt Pupil), regia di Bryan Singer (1998)
- The Rolling Stones: Gimme Shelter, cortometraggio, regia di Michel Gondry (1998)
- 2 Little, 2 Late, regia di Tony Smith (1999)
- Herschel Hopper: New York Rabbit (2000)
- Skipped Parts, regia di Tamra Davis (2000)
- Meter Man, cortometraggio, regia di Roger Bourdeau (2000)
- The Theory of the Leisure Class, regia di Gabriel Bologna (2001)
- Maial Campers - Porcelloni al campeggio (Happy Campers), regia di Daniel Waters (2001)
- Tart - Sesso, droga e... college (Tart), regia di Christina Wayne (2001)
- Bully, regia di Larry Clark (2001)
- Ghost World, regia di Terry Zwigoff (2001)
- Deuces Wild - I guerrieri di New York (Deuces Wild), regia di Scott Kalvert (2002)
- The Car Kid, cortometraggio, regia di Tricia Brock (2002)
- American Girl, regia di Jordan Brady (2002)
- The Job, regia di Kenny Golde (2003)
- Mummy an' the Armadillo, regia di J.S. Cardone (2004)
- The Jacket, regia di John Maybury (2005)
- Coat Pockets, cortometraggio, regia di Matt Oates (2005)
- Hollywood Flies, regia di Fabio Segatori (2005)
- Affari di sangue (10th & Wolf), regia di Bobby Moresco (2006)
- The Informers - Vite oltre il limite (The Informers), regia di Gregor Jordan (2008)
- Collector, cortometraggio, regia di Dempsey Tillman (2008)

### Televisione
- Ricreazione (Recess) – serie TV, 1 episodio, solo voce (2000)
- Citizen Tony – film TV, solo voce (2003)
- Law & Order: Criminal Intent – serie TV, 1 episodio (2006)

## Doppiatori italiani
Nelle versioni italiane dei suoi film, Brad Renfro è stato doppiato da:
- Stefano Crescentini in Telling Lies in America - Un mito da infrangere, Tart - Sesso, droga e... college
- Fabrizio Manfredi in L'allievo, The informers - Vite oltre il limite
- Simone Crisari in Il cliente
- Davide Perino in Amici per sempre
- Alessandro Tiberi in Le avventure di Tom Sawyer e Huck Finn
- Francesco Pezzulli in Sleepers
- Emiliano Coltorti in Ghost World
- Marco Vivio in Deuces Wild - I guerrieri di New York
- Luca Ghignone in Law & Order: Criminal Intent